# Cimitirul Eternitatea din Galați
Cimitirul Eternitatea din Galați, deschis în anul 1865, se află pe lista culturală a cimitirelor europene, datorită istoriei și-a monumentelor funerare extraordinare. Se află pe Bulevardul George Coșbuc și este al doilea cimitir ca suprafață și număr de morminte din Galați. Se află în administrarea societății Gospodărire Urbană, alături de Cimitirul Ștefan cel Mare și Cimitirul Sfântul Lazăr. Cimitirul este multiconfesional, fiind parcele dedicate ortodocșilor, lipovenilor (rit vechi), catolicilor, protestanților și musulmanilor.

## Istoric
Cimitirul Eternitatea din Galați a luat ființă în anul 1865, atunci când la nivelul întregii țări s-a dispus mutarea tuturor cimitirelor din interiorul orașelor, la 200 de metri de limita acestora. Astfel, din multele și măruntele cimitire parohiale ce se aflau în Galați, s-a format marele Cimitir Eternitatea. Au fost mutate toate mormintele din interiorul Galaților, cu excepția celor aflate în curtea parohiei Sf. Haralambie, întrucât acolo era un cimitir destinat celor ce-au murit de ciumă, tifos, holeră sau alte boli extrem de contagioase. În anul 1915, în nordul cimitirului existau barăcile de holeră, mutate din centrul Galaților. În anii 40, a fost bombardat, întrucât în cimitir a fost amplasată o baterie antiaeriană.

## Biserica
Biserica din Cimitirul Eternitatea poartă hramul Adormirea Maicii Domnului și ocupă o poziție semicentrală. 

## Monumente
Lista monumentelor istorice și arhitecturale este imensă, dar amintesc aici pe cele mai importante:
- Mausoleul Celor Trei Războaie - cel mai mare mausoleu din cimitir, dedicat soldaților ce-au luptat în Războiul de Independență și în cele două războaie mondiale. În prezent necesită ample lucrări de restaurare. A fost ridicat în anul 1930.
- Monumentul Revoluționarilor - cuprinde câteva morminte ale celor ce-au murit în Revoluția Anticomunistă din 1989. A fost proaspăt renovat în 2025.
- Monumentul Aviatorilor - o mare parcelă dedicată aviatorilor români căzuți pentru Patrie.
- Careul Franco-Algerian - cuprinde 62 de morminte aparținând soldaților algerieni (nouă) și francezi, ce-au murit în Primul Război Mondial.
- Monumentul Ilegaliștilor - situat într-un cavou, cinste memoria luptătorilor comuniști. Cel mai de seamă este Spiridon Vrânceanu, care are chiar și un bust amplasat în centrul orașului, deși a fost doar un simplu vatman grevist care a atacat un soldat, lovindu-l până la sângerare. Soldatul, în disperare, l-a împușcat.
- Monumentul Deținuților Politic - Aflat lângă cel al comuniștilor, acest monument evocă amintirea celor uciși în temnițele comuniste.
- Monumentul Grec - un mic monument dedicat soldaților greci ce-au murit în Primul Râzboi Mondial.
- Monumentul Italian - mic monument dedicat soldaților italieni care au murit în Primul Râzboi Mondial.
- Careul German - două parcele mari ce conțin soldați nemți, decedați în cele două războaie mondiale.
- Careul Sovietic - două parcele mari ce conțin soldați sovietici, decedați în cele două războaie mondiale.

## Personalități înmormântate
- Charles Cunningham - consulul britanic în Galați;
- Dumitru Nicolae - fost primar în perioada 2000–2012;
- Ghiță Vasiliu - fost primar în perioada 1940–1942;
- Vincenzzo Fanciotti - filantrop italian;
- Ioan Prodrom - fost primar și filantrop;
- Nicolae Mantu - pictor român;
- Nicolae Atanasiu - profesor;
- Alex C. Hepites - medic;
- Mehmet Vesfi Kessoglou - consulul persan în Galați.